# فرودگاه مدسین هت/اشلنکر
فرودگاه مدسین هت/اشلنکر (به انگلیسی: Medicine Hat/Schlenker Airport) یک فرودگاه همگانی است که یک باند فرود چمن دارد و طول باند آن ۴۹۹ متر است. این فرودگاه در کشور کانادا قرار دارد و در ارتفاع ۷۲۱ متری از سطح دریا واقع شده‌است.